# Удебка
Удебка — река в Удмуртии, протекает в Воткинском районе. Устье реки находится в 23 км по левому берегу реки Сива. Длина реки составляет 13 км.
Река вытекает из пруда на территории СНТ «Факел» в 10 км к юго-востоку от центра Воткинска. Течёт на юго-запад, протекает деревни Евсино и Фертики. Впадает в Сиву двумя километрами северо-западнее деревни Беркуты.

## Данные водного реестра
По данным государственного водного реестра России относится к Камскому бассейновому округу, водохозяйственный участок реки — Кама от Воткинского гидроузла до Нижнекамского гидроузла, без рек Буй (от истока до Кармановского гидроузла), Иж, Ик и Белая, речной подбассейн реки — бассейны притоков Камы до впадения Белой. Речной бассейн реки — Кама.
По данным геоинформационной системы водохозяйственного районирования территории РФ, подготовленной Федеральным агентством водных ресурсов:
- Код водного объекта в государственном водном реестре — 10010101412111100015687
- Код по гидрологической изученности (ГИ) — 111101568
- Код бассейна — 10.01.01.014
- Номер тома по ГИ — 11
- Выпуск по ГИ — 1